# I Don't Know What To Do
"I Don't Know What To Do" é o segundo single do DJ e produtor de música eletrônica Tiko's Groove com participação de "Gosha". A canção está presente na novela da Rede Globo Insensato Coração na trilha sonora de Insensato Coração.

## Paradas
| Paradas (2011)                                     | Melhor posição |
| -------------------------------------------------- | -------------- |
| Billboard Brasil Hot 100 Airplay                   | 27             |
| Billboard Brasil Hot Popular Songs                 | 18             |
| Billboard Brasil Regional Curitiba Hot Songs       | 31             |
| Billboard Brasil Regional Porto Alegre Hot Songs   | 23             |
| Billboard Brasil Regional Ribeirão Preto Hot Songs | 16             |
| Billboard Brasil Regional Campinas Hot Songs       | 19             |
| Billboard Brasil Regional Belo Horizonte Hot Songs | 4              |
| Billboard Brasil Regional São Paulo Hot Songs      | 10             |